# Fikriat Tabiejew

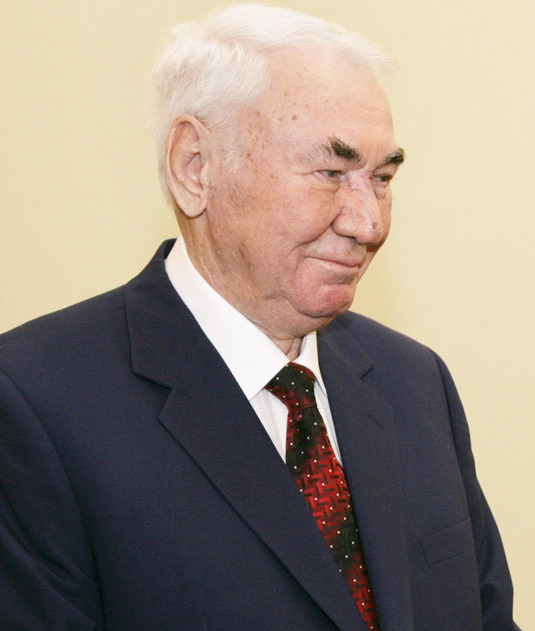
4 czerwca 2008

Fikriat Achmiedżanowicz Tabiejew (ros. Фикрят Ахмеджанович Табеев, tat. Fikrət Əxmətcan uğlı Tabiev, ur. 4 marca 1928 we wsi Aziejewo w obwodzie riazańskim, zm. 3 czerwca 2015 w Moskwie) – radziecki, rosyjski i tatarski polityk, dyplomata, I sekretarz Tatarskiego Obwodowego Komitetu KPZR (1960-1979), członek KC KPZR (1961-1990).
W 1951 ukończył studia na Uniwersytecie Państwowym w Kazaniu, 1950-1954 asystent i wykładowca na katedrze ekonomii politycznej na tym uniwersytecie, od 1951 w WKP(b). 1954-1955 słuchacz kursów podwyższania kwalifikacji wykładowców przy Moskiewskim Uniwersytecie Państwowym, 1955-1957 ponownie wykładowca na Uniwersytecie Państwowym w Kazaniu, 1957-1959 kierownik wydziału nauki, szkół i kultury Tatarskiego Obwodowego Komitetu KPZR. Kandydat nauk ekonomicznych. Od 1959 sekretarz, a od 28 października 1960 do 2 listopada 1979 I sekretarz Tatarskiego Obwodowego Komitetu KPZR. Od 31 października 1961 do 2 lipca 1990 członek KC KPZR, od 10 listopada 1979 do 13 sierpnia 1986 ambasador nadzwyczajny i pełnomocny ZSRR w Afganistanie. 1986-1990 I zastępca przewodniczącego Rady Ministrów Rosyjskiej FSRR, 1990-1991 zastępca przewodniczącego Komitetu do Spraw Międzynarodowych Rady Najwyższej ZSRR, od 1992 do 15 listopada 1993 przewodniczący Rosyjskiego Funduszu Mienia Federalnego, od 1995 starszy doradca kompanii holdingowej "Nieftiek", później członek rady redakcyjnej gazety "Tatarskij mir" i członek zarządu Niekomercyjnego Partnerstwa "Watanym". Deputowany do Rady Najwyższej ZSRR od 5 do 10 kadencji, 1962-1980 członek Prezydium Rady Najwyższej ZSRR, od 1989 deputowany ludowy ZSRR. Od 21 lutego 2008 honorowy doktor Uniwersytetu w Kazaniu. 

## Odznaczenia
- Order Lenina (pięciokrotnie)
- Order Rewolucji Październikowej
- Order Przyjaźni Narodów
- Order za Zasługi dla Republiki Tatarstanu